# Corina Keller
Corina Keller (* 1994) ist eine Schweizer Unihockeyspielerin, die beim Nationalliga-A-Verein UHC Laupen unter Vertrag steht.